# Sperrklausel
Eine Sperrklausel ist eine Regelung in einem Verhältniswahlrecht, nach der Parteien oder Listen unterhalb eines bestimmten Anteils an allen Stimmen bei der Verteilung der Mandate nicht berücksichtigt werden. Damit soll einer „Zersplitterung“ des Parlaments entgegengewirkt werden.
Neben dieser „expliziten“ Sperrklausel gibt es auch eine „implizite“ Sperrklausel (auch: „faktische“ oder „natürliche Sperrklausel“ genannt). Sie meint die nötige Mindestmenge an Stimmen einer Partei, um den Anspruch auf ein erstes Mandat zu erhalten. Diese Mindestmenge ergibt sich bereits aus der Anzahl der zu besetzenden Mandate und dem genutzten Sitzzuteilungsverfahren.
Bei einer expliziten Sperrklausel wird die Höhe der Sperre durch ein Gesetz vorgeschrieben (z. B. 5 % der abgegebenen Stimmen). Ist nur von „Sperrklausel“ die Rede, ist in der Regel eine explizite Sperrklausel gemeint.

## Vorteile von Sperrklauseln
Die Rechtfertigung von Sperrklauseln ist, die „Zersplitterung“ der Sitzverteilung zu verhindern und damit eine stabile Mehrheit für die Regierungsbildung zu ermöglichen und zu sichern. Ohne Sperrklauseln finden sich bei Verhältniswahlen häufig viele kleine Parteien im Parlament, teils auch Splittergruppen und Einzelkandidaten. Oft sind die Koalitionsverhandlungen in so einem Fall besonders schwierig, die Koalitionsmehrheit ist nur knapp, so dass Klein- und Kleinstparteien ein relativ hohes Gewicht bei Entscheidungen zukommen kann. Dies erschwert auch die Regierungsbildung. Deshalb muss die Einführung und die Höhe einer Sperrklausel gegen die Gefahr, die von der Parteienvielfalt ausgeht, abgewogen werden.

## Nachteile von Sperrklauseln
Durch die Sperrklausel wird die Wahlgleichheit verletzt, welche in Deutschland verfassungsrechtlich im Art. 38 Grundgesetz vorgegeben ist. Einzelne Stimmen bei der Wahl haben durch die Sperrklausel unterschiedliche Erfolgswerte. Dies führt im Wahlverhalten zu Verzerrungen, weil Stimmen für an der Sperrklausel scheiternde Parteien verschwendet sind und die übrigen Stimmen dafür ein höheres Gewicht erhalten. Sperrklauseln könnten dadurch strategische Wahl verursachen, so könnte aus wahltaktischen Überlegungen heraus eine „große Partei gewählt“ werden, weil die Stimme nicht an eine Partei „verschenkt“ werden soll, die voraussichtlich nicht über die Sperrklausel kommt. Andererseits könne eine Stimme auch als Leihstimme an eine Partei vergeben werden, die ansonsten an der Sperrklausel scheitern könnte. Eine Möglichkeit zum Erreichen der Wahlgleichheit ohne gleichzeitige Aufhebung der Sperrklausel ist die Einführung einer Ersatzstimme bei Parteiwahl.
Weiterhin reduziert eine Sperrklausel die Anzahl der Parteien zur Auswahl für jeden Wahlberechtigten, falls die Stimme nicht verfallen soll. So wertete Hans-Christian Ströbele Sperrklauseln als grundsätzlich undemokratisch, da sie neuen politischen Bewegungen den Weg in die Parlamente erschweren würden. Ebenso kritisierte Ralf-Uwe Beck, Vorsitzender des Vereins Mehr Demokratie, die Fünf-Prozent-Sperrklausel und nannte als Lösung entweder die Sperrklausel zu senken, abzuschaffen oder „eine Ersatzstimme für die Wähler, die davon ausgehen, dass die von ihnen favorisierte Partei möglicherweise an der Sperrklausel hängen bleibt.“

## Vermeidung der Zersplitterung ohne Sperrklausel
Eine Alternative zeigt die Schweiz, wo Parteien mit nur einem Sitz im Parlament vertreten sein können und eine Zersplitterung durch Fraktionen verhindert wird. Nach den Wahlen im Jahr 2019 waren 12 Parteien im Schweizer Nationalrat vertreten. Es gibt im Schweizer Nationalrat und in vielen kantonalen Parlamenten eine Mindestanzahl von Mandaten, um eine Fraktion zu bilden. Die (eigentliche) politische Arbeit findet in den Kommissionen statt – die an Fraktionen vergeben werden und nicht an Parteien; die Kommissionen bestehen i. d. R. aus Mandatsträgern von allen Fraktionen. Mandatsträger aus Parteien, die weniger als die Mindestquote für eine eigene Fraktion erlangt haben, können sich einer von anderen Parteien gebildeten Fraktion anschließen. Mandatsträger ohne Fraktion haben kaum Einfluss und insbesondere kaum „Schadenpotential“. Im Europäischen Parlament funktioniert ein System der Fraktionen, welches die 206 Parteien in 7 Fraktionen organisiert.

## Sperrklauseln in verschiedenen Staaten

### Deutschsprachige Staaten

#### Deutschland
Sperrklauseln gibt es in Deutschland – jeweils in Höhe von 5 Prozent – bei der Bundestagswahl und allen Wahlen der Landesparlamente. Bei Kommunalwahlen und bei Europawahlen gibt es keine Sperrklauseln (mehr). Bei der Wahl zur Bremischen Stadtbürgerschaft gilt weiterhin eine Sperrklausel in Höhe von 5 %. In Berlin gilt für die Wahlen zu den Bezirksverordnetenversammlungen eine explizite Hürde in Höhe von 3 Prozent. Auch in Hamburg gilt für Wahlen zu den vergleichbaren Bezirksversammlungen eine 3-Prozent-Sperrklausel. Diese war im Januar 2013 vom Hamburgischen Verfassungsgericht als Bestandteil des Wahlgesetzes zunächst verworfen worden, wurde aber schon im Dezember 2013 von der Hamburger Bürgerschaft – nun als Teil der Verfassung – wieder eingeführt.
Die Einführung der Fünf-Prozent-Hürde wurde in der Bundesrepublik Deutschland damit begründet, dass das Fehlen einer Sperrklausel in der Weimarer Republik die Zersplitterung gefördert habe. Damals waren bis zu 17 Parteien im Reichstag vertreten.
Die Sperrklausel für den Bundestag war – seit dem 8. Juli 1953 – durch § 6 Abs. 3 des Bundeswahlgesetzes alter Fassung geregelt.

Demnach musste eine Partei bundesweit mindestens fünf Prozent der Stimmen erhalten, um in den Bundestag einzuziehen. Diese Fünf-Prozent-Hürde konnte allerdings durch die Grundmandatsklausel überwunden werden: Falls eine Partei mindestens drei Direktmandate errang, zog sie mit einer ihrem prozentualen bundesweiten Stimmenanteil entsprechenden Anzahl von Abgeordneten in den Bundestag ein. Auch galt sie nicht für Parteien nationaler Minderheiten.
Diese Ausnahme von der Sperrklausel, die Grundmandatsklausel, wurde ursprünglich 2023 abgeschafft. Das Bundesverfassungsgericht erklärte mit seiner Entscheidung vom 30. Juli 2024 die neue Ausgestaltung der Fünf-Prozent-Sperrklausel ohne Ausnahmen im geänderten § 4 Abs. 2 Satz 2 Nummer 2 BWahlG für verfassungswidrig und stellte die Unvereinbarkeit dieser Sperrklausel mit dem Grundgesetz fest. In der gleichen Entscheidung ordnete es die Fortgeltung der Sperrklausel an und erließ es eine Regelung entsprechend der früheren Grundmandatsklausel bis zur Neuregelung der Sperrklausel durch den Gesetzgeber.
Noch 1990 hatte das Bundesverfassungsgericht die Fünf-Prozent-Sperrklausel auf Bundesebene grundsätzlich für verfassungsgemäß erklärt, wobei es betont hatte, dass „die Vereinbarkeit einer Sperrklausel mit dem Grundsatz der Gleichheit der Wahl nicht ein für allemal abstrakt beurteilt werden kann“; die aktuellen Verhältnisse seien also zu berücksichtigen.
In einigen Bundesländern wurde die Sperrklausel auf kommunaler Ebene aufgrund geänderter Ansichten der Rechtsprechung abgeschafft.
Weitere Ausnahmen von der Sperrklausel gelten auf Bundesebene nach § 4 Abs. 2 Satz 3 BWahlG sowie in einigen Ländern (beispielsweise Schleswig-Holstein nach § 3 Abs. 1 S. 2 SchlHWahlG) für nationale Minderheiten. Relevant ist dies insbesondere in Schleswig-Holstein bei der Ausnahmeregelung für die dänische Minderheit, die der SSW repräsentiert.
Bei der Bundestagswahl 2013 wurden durch die 5-Prozent-Sperrklausel 15,7 % aller gültigen Wählerstimmen ausgeschlossen.
Mit dem Kommunalvertretungsstärkungsgesetz wurde mit den Stimmen der Fraktionen von SPD, CDU und Bündnis 90/Die Grünen des Landtags Nordrhein-Westfalen eine Sperrklausel von 2,5 Prozent für Kommunalwahlen in Art. 78 Abs. 1 S. 3 Verfassung für das Land Nordrhein-Westfalen eingeführt, die jedoch durch den Verfassungsgerichtshof für das Land Nordrhein-Westfalen für die Wahlen der Gemeinderäte und Kreistage als nicht mit höherrangigem Landesverfassungsrecht, genauer mit der Gleichheit der Wahl mit Urteilen vom 21. November 2017 für ungültig erklärt wurde.

##### Europawahl in Deutschland
Für die Wahlen zum Europaparlament hat der Deutsche Bundestag das Gesetz über die Wahl der Abgeordneten des Europäischen Parlaments aus der Bundesrepublik Deutschland (Europawahlgesetz) erlassen. In der Fassung vom 8. März 1994 sah es in § 2 Abs. 7 eine Sperrklausel von 5 Prozent vor. Das Bundesverfassungsgericht erklärte diese Regelung am 9. November 2011 für nicht mit dem Grundgesetz vereinbar. Zur Begründung dieser Entscheidung, die von der Bewertung der Sperrklauseln für nationale Wahlen abweicht, verwiesen die Richter auf strukturelle Unterschiede zwischen dem EU-Parlament und dem Bundestag: Das EU-Parlament wähle keine Regierung, die auf seine andauernde Unterstützung angewiesen sei. Dass die Arbeit des Parlaments durch den Einzug weiterer Kleinparteien unverhältnismäßig erschwert werde, sei nicht zu erkennen.
Der CDU-Bundesparteitag sowie einige SPD-Landesverbände forderten daraufhin Ende 2012 die ersatzweise Einführung einer Drei-Prozent-Hürde bei Europawahlen; die CSU präferierte die Einrichtung von Wahlkreisen und Umstellung auf D’Hondt, was auch zu einer deutlichen Erhöhung der faktischen Sperrklausel führen würde. Auch das Europäische Parlament verabschiedete im November 2012 eine Entschließung, in der die Mitgliedsstaaten aufgefordert werden, „geeignete und angemessene Mindestschwellen“ für die Sitzvergabe einzuführen.
Am 13. Juni 2013 beschloss der Deutsche Bundestag eine Drei-Prozent-Sperrklausel für die Europaparlamentswahlen. Dagegen kündigten mehrere kleinere Parteien Klage vor dem Bundesverfassungsgericht an, außerdem organisierte der überparteiliche Verein Mehr Demokratie eine Klage gegen das Gesetz. Am 26. Februar 2014 verkündete das Gericht das Urteil mit dem Tenor, dass die Drei-Prozent-Sperrklausel verfassungswidrig ist. Um differenzierende Regelungen bei der Wahlrechtsgleichheit und Chancengleichheit der Parteien zu rechtfertigen, bedürfe es eines besonderen, sachlich legitimierten, „zwingenden“ Grundes. Dieser ist nach Ansicht der Senatsmehrheit nicht gegeben. Das Urteil nimmt in seiner Begründung Bezug auf das Urteil vom 9. November 2011. Somit bestand für die Europawahl 2014 keine Sperrklausel.
Am 15. Juni 2023 stimmte der Deutsche Bundestag mit 2/3-Mehrheit für ein Gesetz zur deutschen Zustimmung zu einem EU-Beschluss. Am 7. Juli 2023 stimmte der Deutsche Bundesrat zu, ebenfalls mit 2/3-Mehrheit. Der EU-Beschluss sieht die Einführung einer 2%-Hürde für Europawahlen vor. Alle EU-Staaten müssten zustimmen. Damit die Änderung in Deutschland greift, musste zudem auch noch das deutsche Europawahlgesetz geändert werden. 2022 hatte das Europäische Parlament eine EU-weite 3,5%-Hürde geplant. Die Satirepartei „Die Partei“ reichte gegen das deutsche Zustimmungsgesetz beim Bundesverfassungsgericht Organklage und einen Eilantrag ein, woraufhin Bundespräsident Steinmeier erklärte, dessen Entscheidung abzuwarten und daher das Gesetz vorerst nicht zu unterzeichnen. Die Klage wurde im Februar 2024 vom Bundesverfassungsgericht als unzulässig abgelehnt.

#### Österreich
In Österreich existiert eine Vier-Prozent-Hürde bei den Wahlen zum Nationalrat und bei den Landtagswahlen im Burgenland, in Niederösterreich und Oberösterreich. Bei Landtagswahlen in der Mehrzahl der Bundesländer, nämlich Wien, Salzburg, Tirol, Vorarlberg und Kärnten, gilt eine höhere Fünf-Prozent-Hürde, in der Steiermark gibt es bei Landtagswahlen überhaupt keine (explizite) Sperrklausel. Die Erreichung eines Grundmandats führt zur Umgehung der jeweiligen Sperrklausel, ist aber in der Steiermark Grundbedingung für die Vertretung im Landtag.
Auf Gemeinderatsebene gibt es seit 2024 in Innsbruck eine 4-%-Sperrklausel.
Ebenfalls gibt es gemäß § 77 Abs. 2 Europawahlordnung (EuWO) auch bei den österreichischen Europawahlen eine Sperrklausel. Ihr zufolge haben Parteien, denen im ganzen Bundesgebiet weniger als 4 % der abgegebenen gültigen Stimmen zugefallen sind, keinen Anspruch auf die Zuweisung von Mandaten.

#### Schweiz
In der Schweiz gibt es eine Vielzahl sehr unterschiedlich ausgestalteter expliziter Sperrklauseln, allerdings nicht auf eidgenössischer Ebene (Nationalrat und Ständerat). Da die Kantone jedoch die Wahlkreise des Nationalrats bilden und die meisten Kantone jeweils nur über wenige Sitzeverfügen, ergeben sich teils sehr hohe natürliche Sperrklauseln.
Bei den Wahlen zu den Kantonsparlamenten kennen zehn der insgesamt 26 Schweizer Kantone explizite Sperrklauseln in unterschiedlicher Höhe. Der Kanton Genf kennt eine Sieben-Prozent-Hürde, die Kantone Neuenburg und Graubünden eine Drei-Prozent-Hürde. Der Kanton Schwyz verwendet bei 100 zu vergebenden Mandaten eine Ein-Prozent-Hürde, es kann also nicht lediglich ein Restmandat erzielt werden. Genauso muss im Kanton Tessin bei 90 zu vergebenden Mandaten explizit mindestens 1/90 der Stimmen (Hare-Quote) erreicht werden.
In den Kantonen Aargau, Zug und Zürich muss eine Partei entweder 3 % erreichen, oder in mindestens einem Wahlkreis 5 %. Ist dies der Fall, nimmt die betreffende Partei jedoch in allen Wahlkreisen an der Sitzverteilung teil. Im Kanton Waadt wird eine Partei nur in Wahlkreisen berücksichtigt, wo die Fünf-Prozent-Hürde überwunden wurde, die Stimmen in den übrigen Wahlkreisen verfallen. Im Kanton Wallis berechtigt das Erreichen der Acht-Prozent-Hürde in mindestens einem Unterwahlkreis zur Teilnahme an der Sitzverteilung im jeweiligen übergeordneten Wahlkreis.

#### Belgien
In Belgien gilt bei den Wahlen zur föderalen Abgeordnetenkammer seit 2003 eine Fünf-Prozent-Hürde auf Wahlkreisebene. Jedoch ist es in den kleineren Wahlkreisen mitunter möglich, dass auch eine Partei mit einem Stimmenanteil etwas über 5 % keinen Sitz erhält; die Sitze werden nach dem D’Hondt-Verfahren proportional verteilt, was zu einer höheren faktischen Sperrklausel führen kann.
Bei den Wahlen zum Parlament der Deutschsprachigen Gemeinschaft gilt eine Fünf-Prozent-Hürde seit 2004.

#### Liechtenstein
In Liechtenstein gilt für die Wahlen zum Liechtensteinischen Landtag eine Sperrklausel von 8 %. Nach Einführung des allgemeinen Wahlrechts im Jahr 1918 galt zunächst ein Majorzwahlrecht ohne Sperrklausel. Im Rahmen des Burgfriedens zwischen den verschiedenen Liechtensteiner Parteien wurde 1936 auf ein Proporzwahlrecht umgestellt und zugleich eine Sperrklausel von 18 % im Wahlgesetz verankert. Im Jahr 1962 hob der Liechtensteiner Staatsgerichtshof diese Sperrklausel auf, da sie der Verfassung widersprach. Im Jahr 1973 wurde schließlich die bis heute gültige Sperrklausel von 8 % in die Landesverfassung aufgenommen.

### Europäische Staaten
| Albanien            | 3 % der gültigen Stimmen für Einzelparteien, 5 % für Mehrparteienbündnisse, jeweils auf Wahlgebietsebene (nur in der Region Tirana praktisch relevant) |
| Belgien             | 5 % (auf Wahlkreisebene) |
| Bosnien-Herzegowina | 3 % (auf Wahlkreisebene) |
| Bulgarien           | 4 % |
| Dänemark – Färöer   | 2 % oder ein Wahlkreismandat (d. h. ein im Großwahlkreis erzieltes Mandat; die Großwahlkreise sind Mehrmandatswahlkreise mit 10 zu 20 nach dem D’Hondt-Verfahren zu vergebenden Mandate; im größten Großwahlkreis, Seeland, würde eine Partei also mit ungefähr 5 % ein Wahlkreismandat erzielen) |
| Dänemark – Färöer   | keine Sperrklausel bei der Løgtingswahl |
| Deutschland         | 5 % der gültigen Zweitstimmen auf Bundesebene, Ausnahme bei Parteien nationaler Minderheiten; 5 % der gültigen (Berlin: abgegebenen) Zweitstimmen auf Landesebene; keine explizite Sperrklausel bei der Europawahl; keine Sperrklausel auf Kommunalebene mit Ausnahme der Bezirksverordnetenversammlungen Berlin und Hamburg (3 %) sowie der Wahl zur Stadtgemeinde Bremen (5 %); Sperrklausel bei der Wahl der Bezirksvertretungen und der Regionalversammlung Ruhr in Nordrhein-Westfalen (2,5 %) |
| Estland             | 5 % |
| Georgien            | 3 % regional (2,5 % in Tiflis; ehemals 7 %), 5 % Parlamentswahlen (ehemals 1 %) |
| Griechenland        | 3 % |
| Island              | 5 % (nur für Ausgleichsmandate) |
| Italien – Aostatal  | 3 % |
| Italien – Aostatal  | 2/35, also etwa 5,714 % (doppelte Hare-Quote) |
| Kosovo              | 5 % |
| Kroatien (Sabor)    | 5 % (auf Wahlkreisebene) |
| Lettland            | 5 % |
| Liechtenstein       | 8 % (seit 1973, zuvor 18 %) |
| Litauen             | Seimas: 5 % (Parteien), 7 % (Parteienbündnisse) |
| Moldawien           | 5 % (Parteien), 3 % (Parteilose), 12 % (Parteienbündnisse) |
| Montenegro          | 3 % |
| Niederlande         | 1/150, also etwa 0,667 % (Hare-Quote) |
| Nordzypern          | 5 % |
| Norwegen            | 4 % (nur für Ausgleichsmandate) |
| Österreich          | 4 % der gültigen Stimmen oder ein Grundmandat; Bundesländer Niederösterreich und Oberösterreich: 4 %; andere Bundesländer: 5 %; Steiermark: Grundmandat notwendig |
| Polen               | 5 % (Parteien), 8 % (Parteienbündnisse) |
| Rumänien            | 5 % (Parteien), 8 % bzw. 10 % (Parteienbündnisse) |
| Russland            | 7 % |
| San Marino          | 3,5 % |
| Schweden            | 4 % (oder 12 % in einem Wahlkreis) bei Reichstagswahlen, 3 % bei Wahlen zum Provinziallandtag, keine Sperrklausel auf kommunaler Ebene |
| Schweiz             | Keine Sperrklausel im Nationalrat; Mindestquote von 5 Mandaten zur Bildung einer parteieigenen Fraktion. Bei zehn Kantonsparlamenten Sperrklauseln von 1 % bis 8 % (siehe oben). |
| Serbien             | 5 % |
| Slowakei            | 5 % (Parteien), 7 % (Parteienbündnisse aus zwei Parteien), 10 % (Parteienbündnisse) |
| Slowenien           | 4 % |
| Spanien             | 3 % (pro Wahlkreis, also nicht Gesamtstaatebene; die faktische Sperrklausel ist in den meisten Wahlkreisen wegen der geringen Zahl der zu vergebenden Mandate wesentlich höher) |
| Tschechien          | 5 % der gültigen Stimmen (8 % für Zweiparteienbündnisse, 11 % für Mehrparteienbündnisse) |
| Türkei              | 7 % (Bei Mehrparteienbündnissen muss nicht jede Partei separat 7% erreichen, es zählt die Gesamtanzahl) |
| Ukraine             | 5 % |
| Ungarn              | 5 % (10 % für Zweiparteienbündnisse, 15 % für Mehrparteienbündnisse) |
| Zypern              | 2/56 ≈ 3,57 % (doppelte Hare-Quote) |
| Europäische Union   | je nach Wahlkreis Sperrklausel von 0% bis 5%, in einzelnen Wahlkreisen >10% faktische Sperrklausel, keine Sperrklausel auf Parlament-Ebene |

1. ↑  Das Aostatal ist eine autonome Region mit Sonderstatut
2. ↑  Bei Wahlen in Schweden wird eine modifizierte Variante des Sainte-Laguë-Verfahrens verwendet, die kleinere Parteien etwas benachteiligt. Kommunen mit weniger als 12.000 Einwohnern – dies sind ca. ein Drittel der 290 schwedischen Kommunen – haben einen Gemeinderat von 31 Mitgliedern, was auch ohne formale Sperrklausel vergleichbare Hürden für kleine Parteien schaffen kann.

### Weitere Staaten
| Argentinien | 3 % der Wahlberechtigten auf Wahlkreisebene (nur in der Provinz Buenos Aires praktisch relevant) |
| Israel      | 3,25 %                                                                                           |
| Kasachstan  | 7 %                                                                                              |
| Neuseeland  | 5 % oder 1 Direktmandat                                                                          |
| Osttimor    | 4 %                                                                                              |

## Länder ohne Sperrklauseln
Es gibt mehrere Länder ohne Sperrklauseln, z. B. Südafrika, Portugal, Finnland und Nordmazedonien. Sie haben Verhältniswahlsysteme ohne eine gesetzliche Sperrklausel (in den letzten drei Ländern allerdings durch getrennte Wahlbezirke eine höhere faktische Sperrklausel).
In Frankreich gibt es die Sperrklausel nur auf der Wahlkreisebene für den ersten Wahlgang, erreicht der Kandidat keine 50 % bzw. die absolute Mehrheit, reicht im zweiten die relative Mehrheit bei einem Quorum von 12,5 % aller Stimmen.
Alle Politiker werden somit direkt vom Volk gewählt, vergleichbar der Erststimme in Deutschland, hierbei allerdings ohne Parteien-Sperrklausel. Die Parlamentarier schließen sich in der Nationalversammlung zum größten Teil wieder zu Fraktionen zusammen.
Bei der Wahl zum libyschen Nationalkongress 2012 gab es keine Sperrklausel für die 80 durch Verhältniswahl gewählten Sitze. Dadurch gelang es 21 Parteien, ins Parlament einzuziehen; 15 von diesen erhielten nur einen Sitz. Weitere 120 der insgesamt 200 Sitze wurden von vornherein an unabhängige parteilose Abgeordnete vergeben. Eine mögliche Regierungsbildung durch einzelne Großparteien wird so bereits im Grundsatz vermieden.

## Natürliche Sperrklausel
Selbst Länder ohne Sperrklausel haben die natürliche Sperrklausel, auch faktische Sperrklausel genannt. Sie wird verursacht durch die Hürde, den ersten Sitz zu erreichen. Die Anzahl der Stimmen, die notwendig ist, damit eine Partei mindestens einen Sitz bekommt unter der Annahme der proportionalen Vertretung, errechnet sich nach der Formel
{\displaystyle {\frac {\text{Gesamtzahl der Stimmen}}{{\text{Anzahl der Sitze}}+1}}}.
Das bedeutet, dass in einem Bezirk mit vier Sitzen erst etwas mehr als 20 % der Stimmen einen Sitz garantieren. Unter günstigeren Umständen kann die Partei auch mit weniger Stimmen einen Sitz gewinnen. Der wichtigste Faktor bei der Bestimmung der natürlichen Schwelle ist die Anzahl der jeweils zu besetzenden Sitze. Andere, weniger wichtige Faktoren sind die Sitzzuteilungsformel (D’Hondt, Sainte-Laguë, LR-Droop oder Hare) und die Anzahl der kandidierenden politischen Parteien. Im Allgemeinen führen kleinere Bezirke zu einer höheren natürlichen Sperrklausel, und umgekehrt.

## Rechtsstatus
Das deutsche Bundesverfassungsgericht lehnte 2011 und 2014 eine Sperrklausel für das Europäische Parlament wegen der Verletzung der Wahlgleichheit ab.
Die Parlamentarische Versammlung des Europarates erklärte 2004 die 10 % Sperrklausel der Türkei als zu hoch und forderte die Türkei auf sie zu senken. Am 8. Juli 2008 entschied die Große Kammer des Europäischen Gerichtshofes für Menschenrechte mit 13 zu vier Stimmen, dass die in der Türkei verhängte 10 %-Hürde nicht das Recht auf freie Wahlen verletzt. Sie stellte fest, dass derselbe Schwellenwert in einem anderen Land gegen die Konvention verstoßen könnte. Im Falle der Türkei war dies gerechtfertigt, um die instabile politische Situation der letzten Jahrzehnte zu stabilisieren. Die 10 % Sperrklausel in der Türkei wurde am 31. März 2022 auf 7 % gesenkt. Die 7 %-Hürde gilt auch dann, wenn Mehrparteienbündnisse zur Wahl antreten.